# Mars-sous-Bourcq
 Mars-sous-Bourcq  es una población y comuna francesa, en la región de Champaña-Ardenas, departamento de Ardenas, en el distrito de Vouziers y cantón de Vouziers.
Entre 1828 y 1871, formó parte de Bourcq.

## Demografía
| 119                       | 138 | 133 | 120 | ... | ... | ... | ... | ... | ... | ... | ... | 108 | 109 | 102 | 102 | 109 | 103 | 108 | 97 | 105 | 75 | 93 | 96 | 103 | 99 | 107 | 105 | 62 | 57 | 55 | 46 | 54 | 46 |
| (Fuente: Cassini e INSEE) |     |     |     |     |     |     |     |     |     |     |     |     |     |     |     |     |     |     |    |     |    |    |    |     |    |     |     |    |    |    |    |    |    |